# Jawdat Said
Pour les articles homonymes, voir Said.
Jawdat Said ou Saïd (en arabe : جودت سعيد) (né le 9 février 1931 et mort le 30 janvier 2022 à Istanbul) est un érudit musulman adyguéen de Syrie.
Il appartient à l'école des penseurs musulmans Malek Bennabi et Mohamed Iqbal. Ses ouvrages abordent la relation entre non-violence et islam.

## Biographie
Jawdat Said est né dans le village de Bir Ajam (gouvernorat de Kuneitra) sur le plateau du Golan en Syrie où vit une communauté d'adyguéens du Caucase. Après avoir suivi l'école primaire à Kuneitra, son père l'envoie en 1946 poursuivre ses études en Égypte. Il y obtient un diplôme en langue arabe, et à la fin de son séjour il découvre Malek Bennabi et son concept de « renaissance ».
Jawdat Said vit ensuite en Arabie saoudite pendant près d'un an, quand est créée la République arabe unie (1958, union de l'Égypte nassérienne et de la Syrie). Il retourne en Syrie pour faire son service militaire. Au moment de la division de l'union en 1961, alors que tous obéissent aux ordres des commandants militaires, Jawdat Said s'oppose à toute participation aux actions armées contre l'union et est emprisonné.
Après avoir terminé son service militaire, il est nommé professeur de langue arabe à l'école supérieure de Damas. Il est bien vite arrêté à cause de ses activités intellectuelles. Malgré les multiples arrestations et les assignations dans des écoles de diverses régions de Syrie, il continue à enseigner jusqu'à ce qu'une décision soit prise de le décharger de son travail à la fin des années 1960.
Après la guerre du Kippour (1973), Kuneitra et certains villages du Golan sont libérés, dont Beer Ajam, après près de 6 ans. Jawdat Said étant désormais sans emploi, il décide de retourner dans son village avec sa famille. Il y vit depuis lors, vivant de l'apiculture et de l'agriculture, tout en conservant ses activités intellectuelles et ses discussions et échanges dans les domaines touchant au monde arabe, à l'islam et sur la scène mondiale.
Jawdat Said est signataire de la déclaration de Damas.
Selon Jean-Marie Muller, « Jawdat Saïd est considéré comme l'un des premiers penseurs musulmans qui s'est efforcé d'introduire la notion de non-violence dans le monde islamique. Sans conteste, l'œuvre de ce penseur syrien s'avère particulièrement originale et féconde et il faut regretter qu'elle n’ait pas été davantage mise à profit au sein même du monde musulman ».
Jawdat Said est parfois surnommé le Gandhi syrien ou le Gandhi arabe ; Delphine Minoui le qualifie de « Mahatma Ghandi version syrienne ».
Depuis 2013, il vit en exil en Turquie, où il meurt en 2022,.

## Œuvres
Jawdat Said a publié plus de 20 livres et des centaines d'articles.
Le livre The Doctrine of the First Son of Adam Or The Problem of Violence in The Islamic Action paraît en 1964 en arabe et en anglais. Jawdat Said y présente sa vision de la non-violence dans l'action en Islam. C'est après son expérience de détention que Jawdat Said  écrit ce premier livre pour partager ses idées, en particulier concernant la non-violence. Ce livre est paru avant l'émergence de la tendance wahhabite en Syrie, les incidents violents et les nombreuses arrestations de militants. Jawdat répond à l'argument selon lequel la non-violence serait contraire au djihad, pour lui l'accession au pouvoir par la force armée est totalement inacceptable dans l'Islam.
En 1972 paraît en arabe Jusqu'à ce qu'ils changent ce qui est en eux (en anglais Until they change what is in themselves). Le titre est tiré d'une sourate du Coran (13.11) : « Voici, Allah ne transforme pas un peuple avant qu’il ne se transforme lui-même ».
Said publie en 1987 un livre en arabe concernant la connaissance scientifique (titre traduit en anglais : Read! and your Lord is Most generous).
Dans son livre Be as Adam's son paru en arabe en 1996, Said aborde de nombreux sujets : la non-violence, l'histoire, la langue, le Coran, la science et la connaissance, la connaissance et le pouvoir, le concept prophétique du changement, le djihad, Arnold Joseph Toynbee et sa classification des civilisations, Michel Foucault, la falsification de la vérité et ses conséquences, la différence entre l'Union européenne et les Nations unies, la différence entre le malade et la maladie, le droit de veto et les Nations unies.
En 2001 paraît Religion and Law en anglais et en arabe. Dans son introduction, Said traite les Nations unies de « feuille de vigne » qui ne parvient pas à cacher l'échec scandaleux de l'humanité à assurer le bien-être du plus grand nombre. Il compare le déclenchement des guerres à l'apparition des épidémies : toutes deux causées par l'ignorance.

## Influence
Jawdat Said a influencé toute une génération d'activistes syriens, dont les jeunes de la ville de Darayya et le docteur Mohamed Alammar de Nawa (près de Damas). Les chebab (jeunes) de Daraya forment un mouvement non-violent porté par une volonté de réforme à Daraya, qui « passent des heures à éplucher ses écrits », mouvement largement inspiré par Abd al-Akram al-Saqqa, un imam local, réformateur modéré, proche de la pensée de Jawdat Said, et père spirituel pour les jeunes de la ville,. Abdel Akram al-Saqqa fonde une école qui enseigne à plus de 500 étudiants et étudiantes. Il prêche la liberté et la paix sans critiquer le gouvernement syrien. Le mouvement civique qu'il a participé à inspirer se développe durant une vingtaine d'années et prend part, en 2011, aux contestations pacifiques contre le régime syrien. Les forces de sécurité l'arrêtent le 15 juillet 2011 sans donner de raison à ses proches. L'héritage de Jawdat Said et Abdel Akram al-Saqqa influence notamment Ghyiath Matar, Yahia Churbaji et Amina Khoulani,,.